# Nisikava Dzsun
Nisikava Dzsun (西川 潤) (Kavaszaki, 2002. február 21. –) japán válogatott labdarúgó.

## Pályafutása

### Klubcsapatokban
A labdarúgást a Cerezo Osaka csapatában kezdte.

### Válogatottban
A japán U20-as válogatott tagjaként részt vett a 2019-es U20-as labdarúgó-világbajnokságon.